# 대한민국 제20대 대통령 선거 제주특별자치도
이 문서는 대한민국 제20대 대통령 선거의 제주특별자치도 지역 개표 결과이다.

## 개표 결과

### 제주시
|  | 53.70% |

|  | 41.57% |

|  | 3.40% |

|  | 0.84% |

|  | 0.13% |

|  | 0.06% |

|  | 0.06% |

|  | 0.06% |

|  | 0.05% |

|  | 0.03% |

|  | 0.02% |

|  | 0.01% |

### 서귀포시
|  | 49.67% |

|  | 45.64% |

|  | 3.21% |

|  | 0.93% |

|  | 0.15% |

|  | 0.10% |

|  | 0.06% |

|  | 0.06% |

|  | 0.06% |

|  | 0.03% |

|  | 0.01% |

|  | 0.01% |

## 전체 결과
|  | 52.59% |

|  | 42.69% |

|  | 3.35% |

|  | 0.87% |

|  | 0.14% |

|  | 0.07% |

|  | 0.06% |

|  | 0.06% |

|  | 0.05% |

|  | 0.03% |

|  | 0.02% |

|  | 0.01% |

더불어민주당 이재명 후보가 52.59%의 득표율을 기록하면서 제주특별자치도에서 승리를 거두었다. 제주에서 1위를 차지한 이재명 후보가 낙선하게 되면서 제주 지역에서 1위를 차지한 후보는 당선된다는 징크스는 이번 대선에서 깨지게 되었다.
국민의힘 윤석열 후보는 42.69%의 득표율로 2위를 차지했다.

### 주요 후보 결과
| 지역     | 이재명  | 이재명 | 윤석열  | 윤석열 |
| 지역     | 득표수  | 득표율 | 득표수  | 득표율 |
| -------- | ------- | ------ | ------- | ------ |
| 제주시   | 157,695 | 53.70% | 122,084 | 41.57% |
| 서귀포시 | 55,435  | 49.67% | 50,930  | 45.64% |

더불어민주당 이재명 후보가 제주시, 서귀포시 두 지역에서 모두 승리를 거두었다.
국민의힘 윤석열 후보는 두 지역에서 모두 40% 이상의 득표율을 기록하였다.

## 같이 보기
- 대한민국 제20대 대통령 선거